# الکساندر هولوکولوسوف (بازیکن فوتبال، زاده ۱۹۷۶)
الکساندر هولوکولوسوف (انگلیسی: Oleksandr Holokolosov؛ زادهٔ ۲۸ ژانویهٔ ۱۹۷۶) بازیکن فوتبال اهل اوکراین است.
از باشگاه‌هایی که در آن بازی کرده‌است می‌توان به باشگاه فوتبال اوورلا اوژهورود، باشگاه فوتبال آلباسته بالومپیه، و باشگاه فوتبال چورنومورتس اودسا اشاره کرد.